# Phronesis (Band)
Phronesis ist eine Drei-Mann-Jazzband aus London. Das Trio wurde 2005 vom dänischen Kontrabassisten Jasper Høiby gegründet. Seit 2009 ist es ein kollaboratives Trio mit dem britischen Pianisten Ivo Neame und dem schwedischen Schlagzeuger Anton Eger.

## Geschichte
Die Band tritt international auf, unter anderem beim Jazz Standard in New York, dem Montreal Jazz Festival, North Sea Jazz Festival und dem Brecon Jazz Festival.
Neame ist seit dem zweiten Album Green Delay dabei, das im April 2009 veröffentlicht wurde; auf dem ersten Album Organic Warfare spielte Magnus Hjorth Piano. Das dritte Album des Trios, Alive wurde 2010 für das britische Independent-Label Edition zusammen mit dem US-amerikanischen Schlagzeuger Mark Guiliana eingespielt, da Eger unabkömmlich war. Das Album wurde von den Zeitschriften Jazzwise und Mojo zum Jazz Album of the Year gekürt. 2013 erzielte Phronesis hohe Aufmerksamkeit beim Auftritt in der Londoner Queen Elizabeth Hall.
Im Januar 2020 kündigte das Trio an, dass es nach 15 Jahren Ende 2020 eine längere Pause von Konzerten und Aufnahmen einlegen würde.

## Stil
Der Bandsound wird vom gleichberechtigten Miteinander der drei Instrumente geprägt und wird als gleichermaßen komplex und zugänglich beschrieben. Die charismatischen und energiegeladenen Performances begeistern bei weltweiten Konzerten und Festivalauftritten.
Phronesis ist laut dem Jazzwise Magazin „das aufregendste und einfallsreichste Piano-Trio seit e.s.t.“ („the most exciting and imaginative piano trio since e.s.t. - Esbjörn Svensson Trio“).

## Diskografie

### Alben
| Jahr | Titel              | Label        | Anmerkung           |
| ---- | ------------------ | ------------ | ------------------- |
| 2007 | Organic Warfare    | Loop Records |                     |
| 2009 | Green Delay        | Loop Records |                     |
| 2010 | Alive              | Edition      | (mit Mark Guiliana) |
| 2012 | Walking Dark       | Edition      |                     |
| 2014 | Life to Everything | Edition      |                     |
| 2016 | Parallax           | Edition      |                     |
| 2017 | The Behemoth       | Edition      | mit der hr-Bigband  |
| 2018 | We Are All         | Edition      |                     |